# Submarinisme

Submarinista

El submarinisme, literalment anar sota el mar, és una activitat consistent a submergir-se sota l'aigua en tal de desenvolupar activitats en aquest mitjà.
Aquesta activitat pot tenir una finalitat professional o esportiva.
Dintre de les activitats professionals s'hi poden trobar la realització de tasques de construcció i/o manteniment d'estructures, neteja dels bucs de les naus, reparació de màquines i aparells sota l'aigua, desobstrucció de conduccions, alliberament de naus i objectes, reflotació de naufragis, etc.
També s'hi poden fer tasques militars com desactivació de mines submarines, sabotatge de naus i infraestructures, infiltració rere les línies enemigues, espionatge, cerca i recuperació d'objectes, rescat de submarins, etc.
Pel vessant científic el submarinisme permet l'accés a comunitats biològiques subaquàtiques, estudi de l'etologia de les espècies marines i amfíbies, estudis arqueològics de vaixells i construccions que han quedat sota el nivell de les aigües, etc.
Dintre del vessant esportiu hi trobem des de la mera contemplació dels ambients subaquàtics fins a la pesca submarina, fotografia, vídeo, competicions d'orientació, apnea, etc. S'inclou dins la categoria d'esports de risc, però comptant amb la formació adequada i fent servir l'equipament mínim imprescindible en perfecte estat i correctament revisat el risc és mínim.
Cal obtenir una certificació i disposar d'una assegurança en vigor per poder practicar el submarinisme a Espanya i la major part dels països. La certificació l'expedeixen les organitzacions reconegudes, entre les quals trobem actualment a Espanya hi ha FEDAS (Federación Española De Actividades Subacuáticas) FECDAS a Catalunya, PADI (Professional Association of Diving Instructors), SSI (Scuba Schools International), CMAS (és FEDAS a nivell internacional) i ACUC (American Canadian Underwater Certifications). Totes elles disposen de titulacions semblants, organitzades en grau d'iniciació, avançat i perfeccionament. Pel que fa al submarinisme esportiu i assistent d'instructor i instructor pel que fa al submarinisme esportiu professional.
Cal tenir unes nocions bàsiques de física i fisiologia per entendre el comportament del cos humà sota la pressió de l'aigua i així evitar conductes de risc que puguin desencadenar accidents greus o, fins i tot, mortal.

## Accident descompressiu

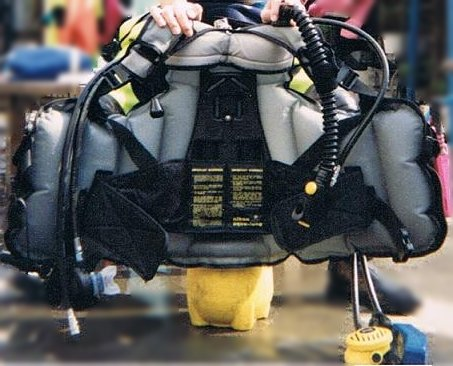
Compensador de flotabilitat (BCD)

L'accident descompressiu és un dels riscos més greus que pot comportar la pràctica del submarinisme. Quan el cos humà està a pressió atmosfèrica els seus teixits estan saturats dels gasos de la mateixa atmosfera (nitrogen en un 79%), en canvi, quan la pressió augmenta al descendir en profunditat sota l'aigua, aquests gasos es comprimeixen permetent que entri més quantitat de gas a pressió per la mateixa respiració. Depenent del temps i la profunditat a la qual s'ha estat, els teixits acumulen una quantitat massa gran de gasos, que si es produís una baixada de pressió sobtada al sortir ràpidament a la superfície es formarien bombolles que passarien a la sang provocant embòlies.
La pràctica del submarinisme esportiu desaconsella la realització d'immersions amb risc d'accident descompressiu. Per determinar una immersió sense aturades de descompressió es fan servir unes taules on en funció de la profunditat de la immersió s'obté el temps màxim que s'hi pot estar. Actualment es fan servir ordinadors digitals que porta cada submarinista i a la pantalla, entre altres dades, surt indicat el temps màxim que s'hi pot romandre a la profunditat actual sense haver de fer cap aturada de descompressió.
Per motius de seguretat en qualsevol immersió que s'hagi superat la cota -10 m s'ha d'acabar amb una parada de seguretat de 3 minuts a -5 m. Tot i que és convenient fer aquesta aturada en totes les immersions.

## Sobreexpansió pulmonar
La sobreexpansió pulmonar és l'accident mortal més comú i més fàcilment evitable. Es produeix, generalment, quan el submarinista entra en estat de pànic i vol sortir a la superfície molt ràpidament aguantant la respiració per por a quedar-se sense aire. Això provoca que l'aire que queda a dintre dels pulmons augmenti de volum al disminuir la pressió ambiental, però al no poder sortir per la boca acaba reventant els alveols pulmonars podent provocar enfisema pulmonar.

## Equip necessari
El material necessari per al busseig o anar sota aigua es divideix en equip lleuger (aletes, visor, i tub respirador) i equipament autònom (ampolla, armilla hidroestàtica, regulador amb profundímetre i manòmetre, i llast). Addicionalment, l'equipament del busseig autònom també sol incloure un ordinador de busseig, una boia de senyalització, una llanterna, i un petit ganivet, i en funció de la temperatura i els corrents, una gorra i uns guants. Com a dispositiu de senyalització d'emergència s'empra una llum estroboscòpica.

### Equip bàsic o lleuger
És aquell que possibilita el busseig en apnea. Els elements que componen aquest equip són:

#### Màscara o visor
És l'element que permet veure sota l'aigua evitant el contacte directe de l'aigua salada o clorada amb els ulls. Amb la màscara s'interposa una capa d'aire entre els ulls i l'aigua, facilitant la visió. A més de cobrir els ulls, cobreix també el nas. Està composta d'un faldó (de goma, làtex o habitualment silicona) que s'adapta a la cara, uns cristalls plans i temperats, i unes tires de subjecció que subjecten la màscara al capdavant. Una bona màscara ha de presentar les següents condicions:
- El visor ha d'incloure el nas en el seu volum intern, per permetre equilibrar pressions en immersió i evitar el fenomen de ventosa.
- Ser estanca, de manera que el faldó s'ajusti perfecta i còmodament al perfil de la cara.
- Per al seu ús en apnea ha de tenir el menor volum d'aire possible a l'interior.

#### Tub respirador
El tub respirador és un tub de plàstic mitjanament flexible amb forma de bastó que permet respirar en superfície amb la cara sota l'aigua.

#### Vestit de busseig
La comesa del vestit de busseig és protegir el bus de la hipotèrmia. L'aïllament tèrmic de la pell no està adaptat al medi aquàtic: pel fet que la calor específica de l'aigua és superior al de l'aire, el cos en immersió perd calor molt més ràpid. En aigües per sota dels 27 °C és recomanable estar aïllat tèrmicament; temperatures menors de 22 °C fan necessari estar-ho i amb 15 °C o menys és indispensable un bon aïllament tèrmic.
Existeixen tres tipus bàsics de vestits d'aïllament: els vestits humits, els vestits semisecs i els vestits secs o estancs. Els primers generalment són vestits confeccionats en materials espumosos i resistents (habitualment neoprè), que conformen una capa d'aïllament entre el medi i la pell, però no són estancs. La seva eficiència depèn del gruix de l'escuma i l'ajust al cos. El segon tipus de vestit és com el primer però amb reforços d'estanqueïtat en punys, turmells, coll i una cremallera que disminueix l'entrada d'aigua entre el vestit i la pell. Els vestits secs són més eficaços mantenint el cos fora del contacte amb l'aigua, limitant considerablement la pèrdua de temperatura, i solen combinar-se amb roba interior tèrmica. Els vestits secs són els únics realment estancs, i la seva utilització és més complexa, ja que disposen d'una vàlvula que permet la seva inflat sota el agua. Hi ha cursets per a bussejar amb aquests vestits.
Els vestits humits poden ser curts o llargs i, en funció del nombre de peces, es classifiquen en vestits monopieza o de dues peces (pantaló i jaqueta).
El vestit pot estar complementat amb una gorra o amb un parell de guants. No obstant això, alguns països i reserves naturals prohibeixen l'ús de guants, ja que aquests faciliten el contacte amb la fauna i flora del lloc.

#### Escarpins (o botins)
Són unes botes o sabates de neoprè que protegeixen els peus del fred i del frec de les aletes. Els vestits de submarinisme secs solen incloure els seus propis escarpins units al vestit per a més estanquitat.

#### Aletes
Les aletes, també anomenades gualetas, chapaleteaban, o potes de granota, són dues pales que es perllonguen des dels peus. Permeten avançar a major velocitat sota l'aigua i generalment són de cautxú o altres materials sintètics que els confereixen rigidesa transversal i flexibilitat longitudinal. Hi ha diferents dissenys i dureses de la pala que afavoreixen la velocitat (per busseig lliure en apnea), o la potència (per busseig autònom), del picar de peus sota l'aigua.
En funció del tipus de subjecció al peu les aletes poden ser:
- Obertes o ajustables, subjecten el peu amb una cinta de goma a l'altura del tendó d'Aquil·les i permeten un ajust variable
- Tancades o calçant, com una sabata de goma i sense possibilitat d'ajust variable.

Les aletes obertes permeten l'ús d'escarpins voluminosos i amb soles molt robustes, mentre que els escarpins usats amb aletes tancades s'assemblen més a mitjons que a una sabata, i tenen bàsicament dues funcions: evitar que els peus es refredin, i prevenir els frecs per la fricció dels peus amb les aletes.

#### Cinturó de llast
És el cinturó on se subjecta el llast, habitualment format per peces de plom o un altre material pesat amb flotabilitat molt negativa. El llast s'usa per facilitar la immersió i compensar la flotabilitat positiva del vestit i de l'ampolla, que al final de la immersió sol estar gairebé buida. El llast permet vèncer ràpidament l'empenta positiu de la caixa toràcica plena d'aire i facilita la immersió en el seu inici. Un llast ben triat no ha de submergir el bus en repòs, i després d'una expiració forçada, la flotabilitat obtinguda ha de ser lleugerament negativa.